# Психологічна резилентність
Психологічна резилентність (або резильєнтність, від англ. resilience — пружність, еластичність) — це вроджена динамічна властивість особистості, що лежить в основі здатності долати стреси та важкі періоди конструктивним шляхом. Попри те, що ця властивість уроджена, її можна розвивати.
Це поняття прийшло в психологію з фізики, де воно означає здатність пружних тіл відновлювати свою форму після механічного тиску. Резилентність у психології — здатність зберігати в несприятливих ситуаціях стабільний рівень психологічного та фізичного функціонування, виходити з таких ситуацій без стійких порушень, успішно адаптуючись до несприятливих змін.
Вивчення резилентності зосереджено на виявленні та описі характеристик особистості індивідів, успішних, попри життя у складних умовах, тобто тих, що успішно адаптувалися до потенційно травмувальних подій.
Поняття «резилентність» активно розробляється у позитивній психології.

## Історія
Початок досліджень резилентності як окремої теоретичної та емпіричної теми в психології було покладено в 1970-і роки і почалося з вивчення дитячої резилентності, виявленої у деяких дітей, чиї матері були хворі на шизофренію. Свідчення того, що частина дітей у групі ризику, всупереч складним і важким умовам процвітала, призвели до наростаючого інтересу і спроб емпірично зрозуміти індивідуальні відмінності реагування на нещастя.
Однією з перших робіт, присвячених резилентності стало дослідження Еммі Вернер, проведене в 1971 році на гавайських дітях. У дослідженні було виділено такі несприятливі чинники, якими дітей можна було зарахувати до групи ризику: низький соціально-економічний статус сім'ї, психічні розлади батьків, жорстоке поводження, міська убогість і громадська жорстокість, хронічні захворювання, катастрофічні події життя. Е. Вернер виявила, що, перебуваючи у подібних несприятливих умовах, дві третини дітей демонструють деструктивну поведінку вже у підлітковому віці: хронічне безробіття, токсикоманія, раннє дітонародження. У той же час третина підлітків не показувала подібної поведінки. Дане дослідження було присвячене пошукам захисних сил і механізмів, які відрізняють дітей зі здоровою адаптацією від тих, хто адаптувався менш успішно у подібних обставинах. Згодом було виділено три групи фактів, що впливають на розвиток резилентності: атрибути самих дітей, аспекти їхньої сім'ї та характеристики соціального середовища.
У 1980-х роках після публікацій робіт А. А. Мастен; резилентність стала однією з великих теоретичних та науково-дослідних тем у психології.
В останні роки фокус досліджень змістився з простого вивчення та опису факторів резилентності, на аналіз того, як ці фактори призводять до позитивного результату, тобто на розуміння процесу, за допомогою якого індивід здатний подолати труднощі. Сама концепція резилентності набула більш глобального характеру, і якщо в ранніх дослідженнях резилентні індивіди вважалися «невразливими», то в нових роботах стало очевидно, що позитивна адаптація крім схильності до нещасть включає і сам хід розвитку. Вразливість та/або сила виникають разом із новими життєвими обставинами.
В даний час резилентність розглядається в різних контекстах, зокрема, наприклад, в рамках бізнес-організацій. При цьому виділяють не тільки резилентність конкретного індивіда, а й системи елементів, наприклад, резилентність сім'ї.
Дж. Річардсон припустив, що історію дослідження резилентності можна поділити на три етапи, які він описав як «хвилі». Перша хвиля дослідників виявляє якості (тобто захисні чинники) осіб, які позитивно реагують на складні умови у житті. Друга хвиля розглядає резилентність у контексті боротьби зі стресорами, труднощами та змінами. Третя хвиля дослідників вивчає мотивацію окремих осіб та груп, яка веде їх до самореалізації в житті.

## Опис конструкту
Резилентність — це відповідь психіки на різні труднощі, починаючи від поточних повсякденних неприємностей до важливих життєвих подій. Резилентність сприймається як процес, а не як особистісна риса на відміну від твердості. Поняття резилентності, за своєю суттю, є феноменологічним і позначає результати, що спостерігаються, а не теоретично постулювані процеси і механізми, що дозволяє йому виступати узагальнюючим поняттям, різні аспекти і рівні відновлення і збереження цілісності.Поширена думка, що резилентні люди не страждають від негативних думок та емоцій та залишаються оптимістами у будь-якій ситуації. Насправді це люди з добре розвиненими копінговими стратегіями, що дозволяє їм ефективно справлятися з негараздами та кризами. Іншими словами, резилентні люди — це люди з оптимістичними установками та переважаючими позитивними емоціями, здатні на практиці знаходити баланс між негативними та позитивними емоціями.
А. Мастен та колеги виділяють три види феноменів резилентності :
- Індивіди, схильні до ризику, які адаптувалися краще, ніж можна було очікувати;
- Позитивна адаптація, попри стресовий досвід;
- Швидке відновлення після психологічної травми.

Резилентність як якість розвивається в результаті взаємодії людини зі своїм оточенням і в конкретному соціальному середовищі, внаслідок чого дана якість не може бути абсолютною або постійною в умовах мінливого світу. Підхід, заснований на резилентності, розглядає життя як еволюційний процес, який передбачає існування кількох шляхів вирішення проблем. Це дозволяє при дефіциті одних ресурсів замінити їх на інші, що істотно розширює адаптаційні можливості особистості.

### Моделі резилентності
Існує понад десяток теорій резилентності, які відрізняються за тими чи іншими характеристиками, проте їх поєднує розуміння того, що резилентність є динамічним процесом, що змінюється в часі. Дослідники також схильні визнавати здатність індивіда до успішної адаптації та залежність прояву резилентності від взаємодії конкретних захисних факторів.
Виділяють два основні види підходів до створення моделей резилентності :
1. Змінно-орієнтовані підходи використовують багатовимірний статистичний аналіз для перевірки зв'язків між ступенем ризику чи масштабом тяжкої ситуації, результатом, а також якостями самого індивіда та навколишнього середовища, здатними компенсувати чи захистити людину від негативних наслідків нещасть.
2. Персонально-орієнтовані підходи порівнюють індивідів із різними профілями для того, щоб зрозуміти, що відрізняє резилентних людей від інших груп.

### Резилентність та життєстійкість
В англомовній психологічній літературі життєстійкість (hardiness) сприймається як чинник психологічної резилентності (resilience). Життєстійкість, на відміну резилентності, визначається як особистісна риса, що амортизує вплив сильного стресу. Життєстійкість включає три компоненти: залучення, контроль і прийняття ризику
В українській мові термін «resilience» представлений у кількох варіантах: резилентність, життєздатність, життєстійкість.
C. Мадді розглядав феномен життєстійкості з погляду цілісного підходу до особистості. Дослідження C. Мадді та С. Кобейса продемонструвало структуру установок і умінь, що сприяють перетворенню ситуації стресу на ситуацію прояву своїх можливостей, а також визначило, що життєстійкість — особистісна характеристика, яка є загальним заходом психічного здоров'я людини та відображає три життєві установки: залучення, впевненість у можливості контролю за подіями, а також готовність до ризику.
- Залучення (commitment) визначається як «переконаність у тому, що залучення до того, що відбувається, дає максимальний шанс знайти щось варте й цікаве для особистості». Людина з розвиненим компонентом залученості отримує насолоду від своєї діяльності, у якої він відчуває свою значимість, цінність.

- Контроль (control) є переконаність у тому, що боротьба дозволяє вплинути на результат того, що відбувається, нехай навіть цей вплив не абсолютний, і успіх не гарантований. Протилежність цьому — відчуття власної безпорадності. Людина із сильно розвиненим компонентом контролю відчуває, що сама обирає власну діяльність, свій шлях. Компонент контролю схожий також із категорією локусу контролю Дж. Роттера, який є схильністю людини приписувати відповідальність за події, що відбуваються в житті, і результати своєї діяльності зовнішнім силам (екстернальний, зовнішній локус контролю) або власним здібностям і зусиллям (інтернальний, внутрішній локус контролю).

- Прийняття ризику (challenge) — переконаність людини в тому, що все те, що з нею трапляється, сприяє її розвитку за рахунок знань, які отримуються з досвіду, — неважливо, позитивного чи негативного. Людина, що розглядає життя як спосіб набуття досвіду, готова діяти за відсутності надійних гарантій успіху, на свій страх і ризик, вважаючи що прагнення до простого комфорту та безпеки збіднює життя особистості. В основі прийняття ризику лежить ідея розвитку через активне засвоєння знань із досвіду та подальше їх використання. Цей компонент дозволяє особистості залишатися відкритою навколишньому світу і приймати події, що відбуваються, як виклик і випробування.

С. Мадді, виходячи зі своїх досліджень, дійшов висновку про те, що життєстійкість — це інтегральна особистісна риса, яка відповідальна за успішне подолання особистістю життєвих труднощів.

### Резилентність та відновлення
У психології прийнято розділяти поняття резилентності та відновлення після втрати чи травми. Відновлення пов'язане з тимчасовим перериванням нормального функціонування таким станом, який характеризується як прикордонне з психопатологією, і поступовим поверненням до нормального стану, що передує травмуючій події. Резилентність, навпаки, дозволяє підтримувати стійку рівновагу, позитивно адаптуватися.

## Чинники
Дослідники виділяють кілька основних факторів, що сприяють розвитку та підтримці резилентності :
1. Здатність будувати реалістичні плани і здійснювати цілеспрямовані дії їхнього втілення у життя;
2. Позитивна самооцінка та впевненість у власних силах та здібностях;
3. Комунікативні навички та навички вирішення проблем;
4. Здатність керувати сильними спонуканнями та власними почуттями.

Описані чинники є успадкованими і можуть бути прижиттєво розвинені індивідом.
У різних дослідженнях також виділяють інші фактори резилентності :
- Життєстійкість
- Самопіднесення. Зазвичай вважалося, що психічне здоров'я передбачає прийняття обмеженості своїх здібностей і знання негативних показників. Проте сучасні дослідження показали, що нереалістичні та надмірно позитивні упередження щодо себе самого сприяють добробуту. Так, самопіднесення пов'язане з високою самооцінкою. У той самий час, воно асоціюється з витратами: нарцисизмом і тенденцією справляти негативне враження на оточуючих.
- Репресивний копінг. «Репросори» схильні уникати негативних думок, емоцій та спогадів. На відміну від життєстійкості та самопіднесення, що діють на рівні когнітивних процесів, репресивний копінг працює на рівні емоційно-орієнтованих процесів, наприклад, емоційної дисоціації.
- Позитивні емоції та сміх. В емпіричних дослідженнях підтверджено зв'язок між позитивними емоціями та резилентністю. Збереження позитивних емоцій у період життєвих негараздів сприяє гнучкості мислення, знижує рівень дистресу, а також допомагає індивіду відновитися після стресових подій[11]. Позитивні емоції сприяють підтримці контактів із іншими.
- Твердість характеру, яка визначається як наполегливість і захопленість у досягненні довгострокових цілей, також позитивно пов'язана з резилентністю[12].
- До зовнішніх факторів, що сприяють резилентності, відносять благополучне соціальне оточення : сім'ю, в якій індивід має тісний зв'язок не менше, ніж з одним із її членів, та емоційно стабільного партнера; спільноти, наприклад, отримання підтримки та порад від колег[13].

## Розвиток резилентності
Американська психологічна асоціація в 2014 році опублікувала 10 способів розвитку резилентності :
1. Підтримання добрих відносин із членами сім'ї, друзями та іншим оточенням;
2. Уникнення розгляду криз та стресогенних подій як нестерпних проблем;
3. Прийняття життєвих обставин, які не можна змінити;
4. Постановка реалістичних цілей та діяльність, спрямована на їх досягнення;
5. Готовність зробити рішучі дії, опинившись у несприятливій ситуації;
6. пошук можливостей для самопізнання після переживання втрати;
7. Розвиток впевненості у собі ;
8. Збереження довгострокової перспективи та розгляд негараздів у ширшому життєвому контексті;
9. Підтримка віри у перспективи, позитивні очікування та візуалізація бажаного;
10. Турбота про тіло і дух, регулярні заняття спортом, увага до власних потреб та почуттів.

Розробкою практичних рекомендацій для розвитку резилентності займаються в когнітивно-поведінковій терапії та раціонально-емоційній поведінковій терапії.

## Критика
Поняття резилентності критикується через відсутність згоди вчених щодо узагальненого визначення даного психологічного конструкту. Визначення резилентності різними дослідниками варіюється в залежності від фокусу та завдань роботи.Суперечкам також піддаються індикатори «хорошого» психологічного та соціального розвитку, особливо при дослідженні резилентності у різних культурах та контекстах.Бред Еванс і Джуліан Рейд критикують дискурс резилентності у зв'язку з перекладенням відповідальності за реакцію на події, що травмують, на одиничного індивіда, при якому применшується роль публічно скоординованих зусиль, що знімає відповідальність з уряду.